# Liste der Biografien/Yag
Liste der Biografien |
Portal Biografien |
Personensuche
# |
A |
B |
C |
D |
E |
F |
G |
H |
I |
J |
K |
L |
M |
N |
O |
P |
Q |
R |
S |
T |
U |
V |
W |
X |
Y |
Z |
?
 
Ya |
Yb |
Yc |
Yd |
Ye |
Yf |
Yg |
Yh |
Yi |
Yk |
Yl |
Ym |
Yn |
Yo |
Yp |
Yr |
Ys |
Yt |
Yu |
Yv |
Yw |
Yx |
Yz
 
Yaa |
Yab |
Yac |
Yad |
Yae |
Yaf |
Yag |
Yah |
Yai |
Yaj |
Yak |
Yal |
Yam |
Yan |
Yao |
Yap |
Yaq |
Yar |
Yas |
Yat |
Yau |
Yav |
Yaw |
Yax |
Yay |
Yaz
Die Liste der Biografien führt alle Personen auf, die in der deutschsprachigen Wikipedia einen Artikel haben. Dieses ist eine Teilliste mit 59 Einträgen von Personen, deren Namen mit den Buchstaben „Yag“ beginnt.

## Yag
- Yağ, Cansu (* 1990), deutschtürkische Fußballspielerin

### Yaga
- Yagami, Chitose (* 1969), japanische Comiczeichnerin
- Yagan († 1833), Noongar-Krieger
- Yağan, Bedri (1959–1993), türkischer Führungskader der Dev-Sol
- Yagan, Hiraç (* 1989), armenisch-belgischer Fußballspieler
- Yagara, Ken’ichi (* 1981), japanischer Fußballspieler

### Yagb
- Yagbe’u Seyon († 1294), Negus Negest (Kaiser) von Äthiopien

### Yagc
- Yağcı, Barış Murat (* 1991), türkischer Schauspieler und Model
- Yağcı, Melih Can (* 1996), türkischer Fußballspieler
- Yağcı, Selma (* 1981), türkische Boxerin
- Yağcıoğlu, İlker (* 1966), türkischer Fußballspieler und -trainer

### Yage
- Yaged, Sol (1922–2019), US-amerikanischer Klarinettist
- Yager, Arthur (1858–1941), Gouverneur von Puerto Rico
- Yager, Edwin (1925–2019), amerikanischer Psychologe und Hypnosetherapeut
- Yager, Jill (* 1945), US-amerikanische Zoologin und Höhlentaucherin

### Yagh
- Yagher, Jeff (* 1961), US-amerikanischer Schauspieler
- Yagher, Kevin (* 1962), US-amerikanischer Spezialeffektkünstler und -Fachmann
- Yaghi, Omar (* 1965), jordanisch-amerikanischer Chemiker und HochschullehrerOmar Yaghi (* 1965)

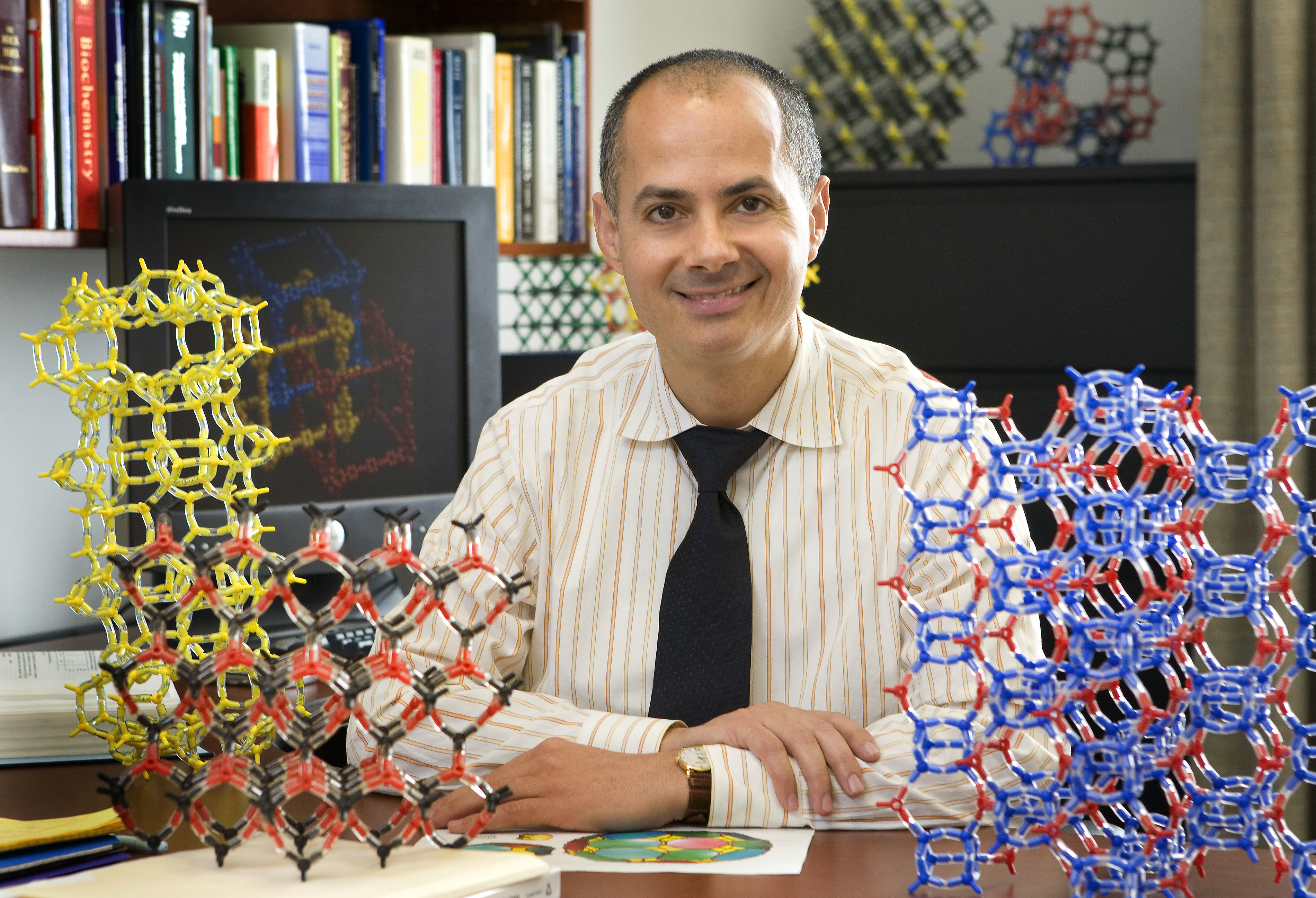
Omar Yaghi (* 1965)

- Yaghi-Siyan († 1098), Statthalter von Antiochia
- Yaghmaei, Kourosh, iranischer Rock- und Popmusiker
- Yaghoobifarah, Hengameh (* 1991), deutsch-iranische Journalistin und KolumnistinHengameh Yaghoobifarah (* 1991)

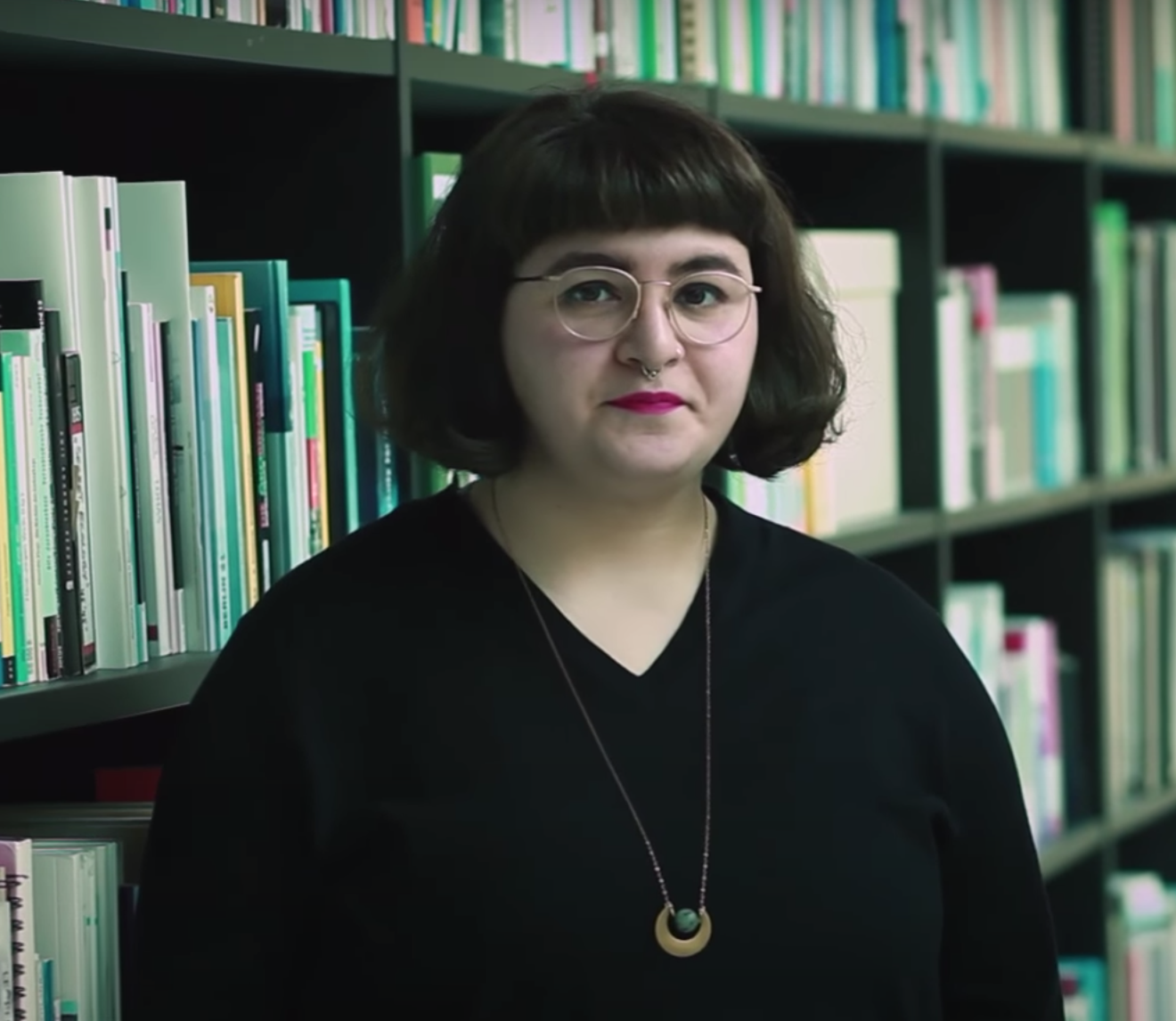
Hengameh Yaghoobifarah (* 1991)

- Yaghoubi, Mohammad Mehdi (1930–2021), iranischer Ringer
- Yaghoubi, Moshtagh (* 1994), finnischer Fußballspieler

### Yagi
- Yagi, Hidetsugu (1886–1976), japanischer Physiker
- Yagi, Hirokazu (* 1959), japanischer Skispringer
- Yagi, Jūkichi (1898–1927), japanischer Schriftsteller
- Yagi, Mariyo (* 1948), japanische Designerin, Textil-; Performance- und Installationskünstlerin
- Yagi, Masao (1932–1991), japanischer Jazzmusiker
- Yagi, Michiyo (* 1962), japanische Musikerin
- Yagi, Norihiro (* 1968), japanischer Manga-Zeichner
- Yagi, Sadaharu, japanischer Musikproduzent, Mixing Engineer und Recording Engineer
- Yagi, Seiichi (* 1932), japanischer Hochschullehrer für Theologie, Philosophie
- Yagi, Takeshi (* 1954), japanischer Diplomat
- Yagi, Tamami (* 1959), japanische Hochspringerin
- Yagi, Yōko (* 1980), japanische Langstreckenläuferin
- Yagi, Yoshinori (1911–1999), japanischer Schriftsteller
- Yaginuma, Jesse (* 1985), US-amerikanischer Pokerspieler
- Yagira, Yūya (* 1990), japanischer Schauspieler
- Yagisawa, Satoshi (* 1975), japanischer Komponist
- Yagisawa, Satoshi (* 1977), japanischer Schriftsteller
- Yagishita, Daiki (* 1995), japanischer Fußballspieler
- Yağız, Özge (* 1997), türkische Schauspielerin
- Yağız, Samim (1950–2019), türkischer Fußballspieler

### Yagl
- Yağlı, Serdar (* 1978), türkischer Boxer
- Yagli-El, König von Dilmun

### Yagm
- Yağmur, Eser (* 1983), deutsch-türkischer Fußballspieler

### Yagn
- Yagnik, Alka (* 1966), indische Sängerin

### Yago
- Yago, Bernard (1916–1997), ivorischer Kardinal der römisch-katholischen Kirche und Erzbischof von Abidjan

### Yagt
- Yagtön Sanggye Pel († 1414), Geistlicher der Sakya-Schule des tibetischen Buddhismus
- Yağtu, Ahu (* 1978), türkische Schauspielerin und Model

### Yagu
- Yaguchi, Shinobu (* 1967), japanischer Regisseur, Drehbuchautor, Kameramann und Schauspieler
- Yaguchi, Shuntarō (* 2004), japanischer Fußballspieler
- Yagüe, Brigitte (* 1981), spanische Taekwondoin
- Yagüe, Juan (1891–1952), spanischer GeneralJuan Yagüe (1891–1952)

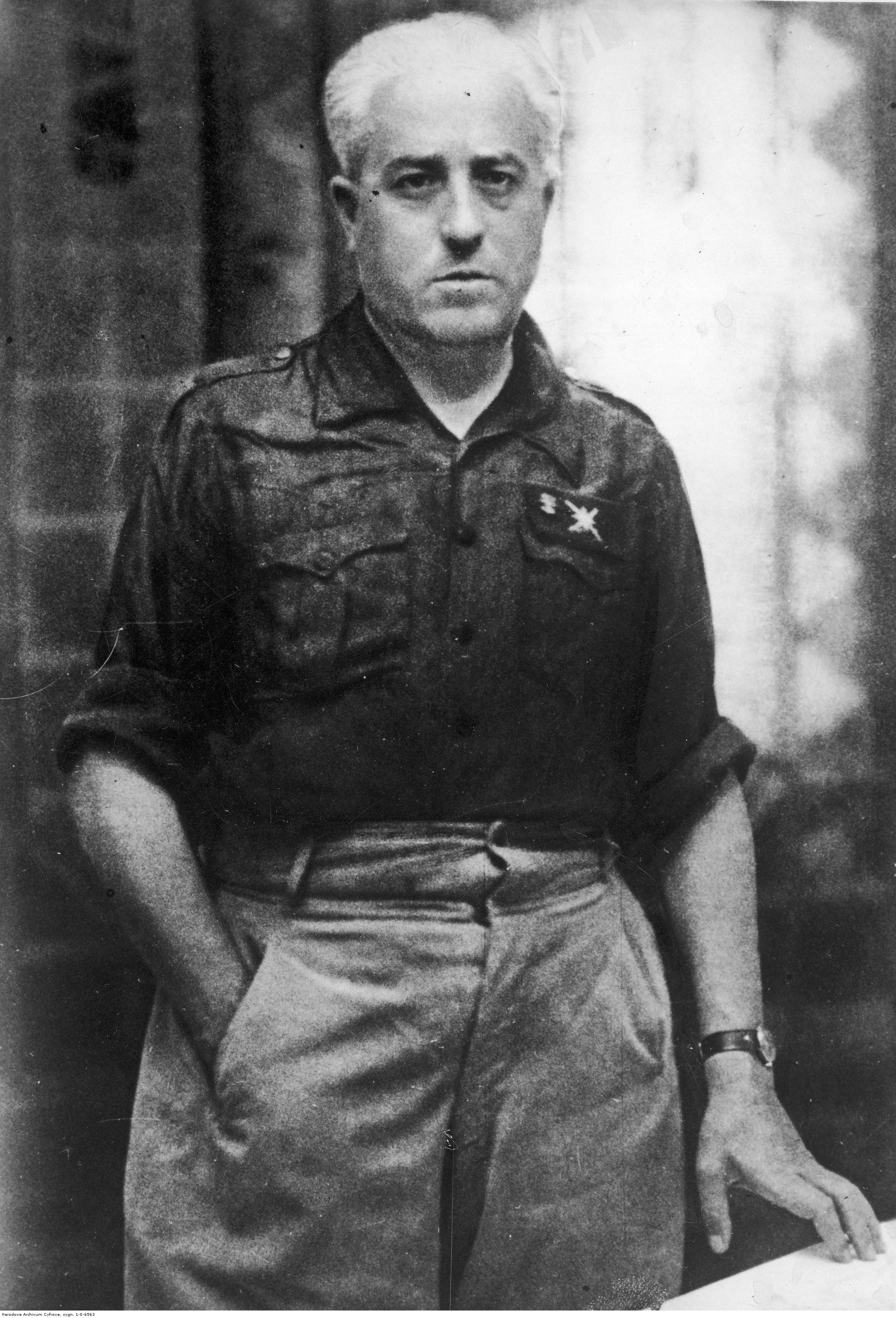
Juan Yagüe (1891–1952)

- Yaguello, Marina (* 1944), französische Linguistin, Anglistin und Romanistin
- Yagur, Amit (* 1995), israelische Schauspielerin

### Yagy
- Yagyū, Mitsuyoshi (1607–1650), Samurai; Schwertmeister
- Yagyū, Munenori (1571–1646), Samurai; Schwertmeister
- Yagyū, Muneyoshi (1527–1606), japanischer Schwertkämpfer und Hyōdo